# コンラッド・センテニアル・シンガポール

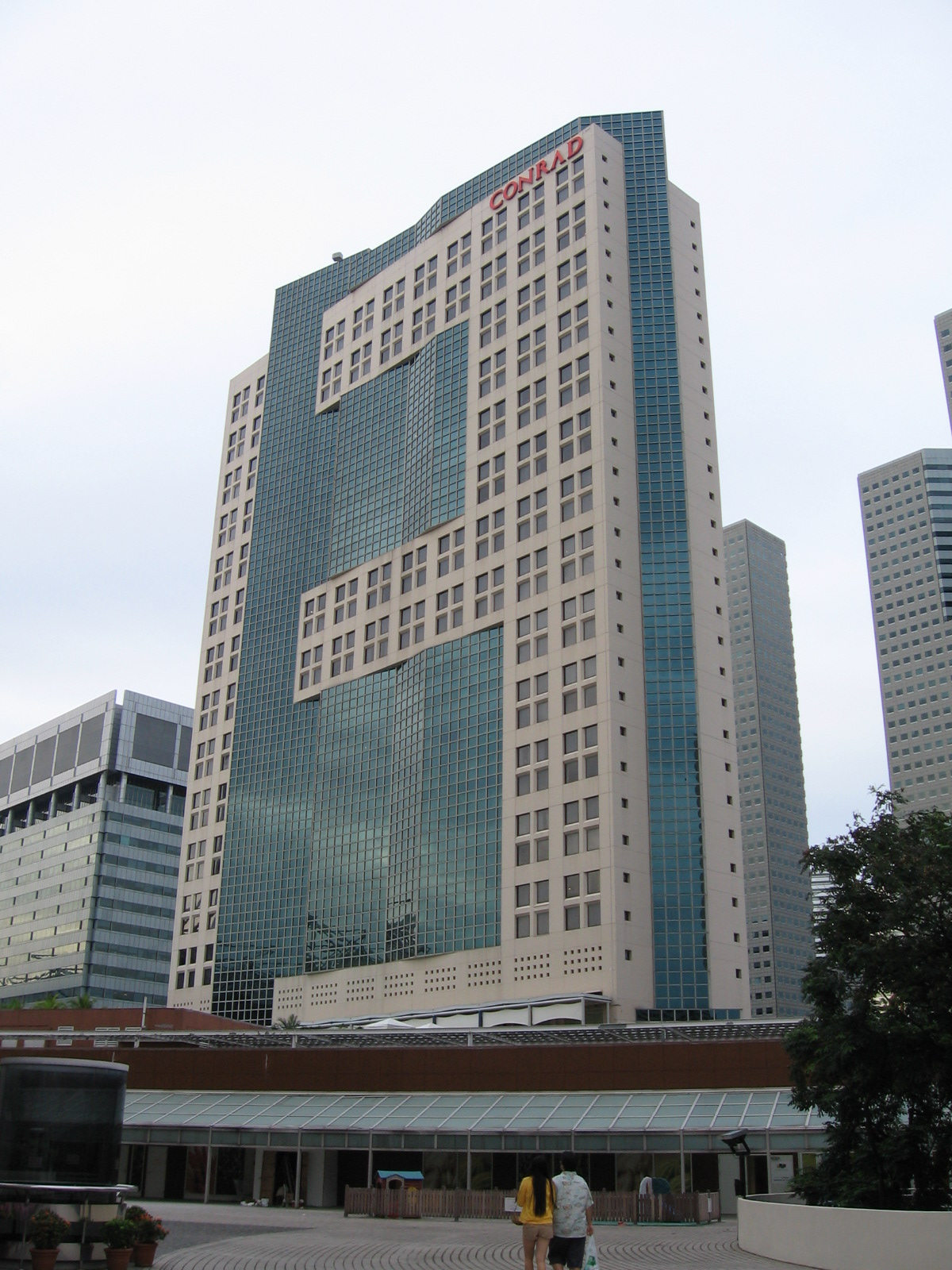
コンラッド・センテニアル・シンガポール

コンラッド・センテニアル・シンガポール(Conrad Centennial Singapore)は1996年に開業したシンガポールの最高級ホテルである。

## 特徴
このホテルはシンガポールのマリーナ地区にあり、外観が風水で縁起の良い数字である「13」をかたどってある。
パッケージツアーやホテルクーポンで利用される客室はスタンダードルームで、40～43平方メートルの広さである。全室ともシャワーとバスタブが独立している。
客室に持ち帰り可能の熊のぬいぐるみが置いてある。
512室。

## 設備
- 金牡丹(Golden Peony)　広東料理
- オスカーズ・カフェ・アンド・テラス(Oscar's Cafe and Terrace)　シンガポール料理、各国料理
- ロビーラウンジ(Lobby Lounge)　軽食
- センテニアル・フィットネス・クラブ・スパ(Centennial Fitness Club Spa)　フィットネス、スパ
- プール　屋外に1か所

など